# Christopher Hacon

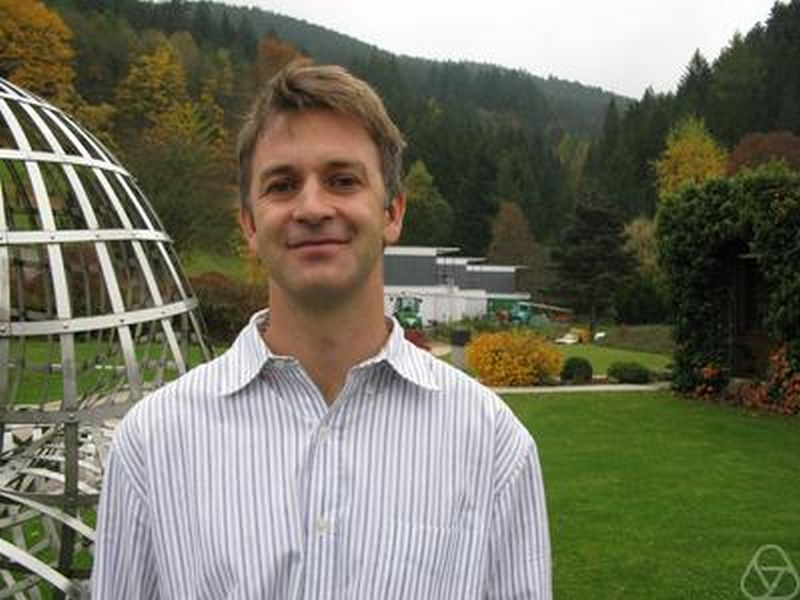
Hacon in Oberwolfach 2008

Christopher Derek Hacon (* 14. Februar 1970 in Manchester) ist ein britischer Mathematiker, der sich mit algebraischer Geometrie beschäftigt.

## Leben
Hacon studierte an der Universität Pisa und der Scuola Normale Superiore di Pisa (Bachelor-Abschluss 1992), machte 1995 seinen Master-Abschluss an der University of California, Los Angeles (UCLA), wo er 1998 bei Robert Lazarsfeld mit der Schrift  Seshadri Constants of Ample Vector Bundles Divisors on Principally Polarized Abelian Varieties promovierte. Als Post-Doc war er an der University of Utah und nach zwei Jahren ab 2000 als Assistant Professor an der University of California, Riverside, ab 2002 Professor (zunächst Assistant Professor, ab 2005 Associate Professor, ab 2008 Professor) an der Universität von Utah.

## Werk
Hacon gelang mit James McKernan ein Durchbruch bei der birationalen Klassifikation höherdimensionaler algebraischer Varietäten. Bei zweidimensionalen Varietäten war die Klassifikation schon im 19. Jahrhundert bekannt, in den 1980er Jahren gelang diese Shigefumi Mori und anderen bei dreidimensionalen Varietäten (Mori erhielt dafür die Fields-Medaille). Mit Hilfe von Flips genannten birationalen Transformationen (sowie von divisorial contractions) werden dabei die Varietäten auf minimale Modelle zurückgeführt: Fano-Varietäten (positive Krümmung), Calabi-Yau-Varietäten (Krümmung Null) und Varietäten allgemeinen Typs (negative Krümmung). Hacon und McKernan gelang der Beweis der Existenz von Flips in beliebiger Dimension und der Nachweis der Endlichkeit der Flip-Ketten im Programm minimaler Modelle, das heißt, sie bewiesen, dass eine solche Zurückführung auf minimale Modelle in endlich vielen Schritten immer möglich ist. Vor der Arbeit von Hacon und McKernan war der Fall von mehr als drei Dimensionen weitgehend offen (Wjatscheslaw Wladimirowitsch Schokurow zeigte 2003 die Existenz von Flips in vier Dimensionen). Von ausschlaggebender Bedeutung war dabei eine gemeinsame Arbeit von Caucher Birkar, Paolo Cascini, McKernan und Hacon (BCHM) von 2006 (veröffentlicht 2010).

## Auszeichnungen
2003 war er Sloan Research Fellow. 2007 erhielt er den Clay Research Award mit McKernan und 2009 erhielten beide den Colepreis in Algebra. 2010 war er mit McKernan Invited Speaker auf dem Internationalen Mathematikerkongress in Hyderabad (Boundedness results in birational geometry, Flips and Flops). 2011 wurde er mit dem Antonio-Feltrinelli-Preis ausgezeichnet. 2012 hielt er einen Plenarvortrag auf dem Europäischen Mathematikerkongress (ECM) in Krakau (Classification of algebraic varieties). Er ist Fellow der American Mathematical Society, seit 2017 der American Academy of Arts and Sciences und seit 2018 der National Academy of Sciences. 2018 erhielt er den Breakthrough Prize in Mathematics, seit 2019 ist er Mitglied der Royal Society.

## Schriften
- mit McKernan: Boundedness of pluricanonical maps of varieties of general type. In: Inventiones Mathematicae, Band 166, 2006, S. 1–25.
- mit McKernan: Extension theorems and the existence of flips. In: A. Corti (Herausgeber): Flips for 3folds and 4folds. (= Oxford Lecture Series in Mathematics and Applications, Band 37), Oxford University Press, 2007, S. 76–110.
- mit Caucher Birkar, Cascini, McKernan: Existence of minimal models for varieties of log general type I. In: Journal of the American Mathematical Society. Band 23, 2010, S. 405–468, arxiv:math/0610203 (Preprint 2006), Teil 2 mit McKernan, ibid., S. 469–490, arxiv:0808.1929 (Preprint 2008)
- Higher dimensional minimal program for varieties of general type. Park City Mathematics Institute (PCMI) Lectures, 2008